# Francisco Orrego Vicuña
Francisco Orrego Vicuña (Santiago, 12 juni 1942 – 2 oktober 2018) was een Chileens rechtsgeleerde en diplomaat. Sinds 1969 was hij hoogleraar internationaal recht aan de Universiteit van Chili. In de jaren tachtig was hij ambassadeur in het Verenigd Koninkrijk en sinds 2012 was hij rechter van het Gerecht voor ambtenarenzaken van het IMF.

## Levensloop
Orrego ging naar school in Madrid, Caïro (Franse school) en Santiago en studeerde in 1965 af met de titel van advocaat aan de Universiteit van Chili. Vervolgens was hij juridisch adviseur voor de Organisatie van Amerikaanse Staten.
In 1969 werd hij benoemd tot hoogleraar internationaal recht aan de Universiteit van Chili. Daarbij was hij van 1974 tot 1983 en van 2001 tot 2002 directeur van het Instituut voor de Internationale Rechten van de Zee. Hij doceerde aan verschillende instituten als gasthoogleraar, waaronder aan de Stanford-universiteit, de Universiteit van Parijs II en de Haagsche Academie voor Internationaal Recht.
Daarnaast maakte van hij van 1979 tot 1984 deel uit van de Chileense delegatie tijdens de pauselijke bemiddeling in het conflict om het Beaglekanaal. Van 1983 tot 1985 was Orrego ambassadeur in het Verenigd Koninkrijk. Tijdens zijn verblijf behaalde hij de graad van Master of Laws aan de London School of Economics. Van 1995 tot 2000 was hij voorzitter van de Chileense Academie van Sociale, Politieke en Morele Wetenschappen.
In het sinds 2000 durende geschil tussen Chili en de Europese Unie voor het Internationale Zeerechttribunaal in Hamburg om visserijrechten in het zuiden van de Grote Oceaan, werd Orrego door de Chileense regering tot ad-hocrechter benoemd. Daarnaast werd hij in 2008 door het Ministerie van Buitenlandse Zaken tot ad-hocrechter aan Chileense zijde benoemd in een zaak voor het Internationale Gerechtshof in Den Haag in een maritiem geschil met Peru. Van 2005 tot 2007 was hij voorzitter van het Institut de Droit International. 
In 2012 werd hij benoemd tot rechter van het Gerecht voor ambtenarenzaken van het IMF in Washington D.C. Orrega is lid van de American Society of International Law, de Royal Geographical Society en de Royal Institution of Great Britain. In 2001 werd hij onderscheiden met de Chileense Nationale Prijs voor Geestes- en Sociale Wetenschappen.

## Werk (selectie)
- 1966: La integración política, Editorial Jurídica de Chile
- 1969: Derecho de la integración latinoamericana, coauteur, Editorial Depalma, Buenos Aires
- 1972: América Latina y la cláusula de la nación más favorecida, coauteur, Santiago
- 1972: Chile y el derecho del mar, Editorial Andrés Bello
- 1974: Tendencias del derecho del mar contemporáneo, coauteur, Editorial El Ateneo, Buenos Aires
- 1975: Ensayos sobre derecho internacional económico, coauteur, 2 delen, Fondo de Cultura Económica, Mexico
- 1976: Los Fondos marinos y oceánicos, Editorial Andrés Bello, Santiago
- 1982: Nuevas perspectivas del derecho internacional, coauteur, 3 delen, Instituut voor Internationale Studies, Universiteit van Chili
- 1984: The Exclusive Economic Zone. A Latin American Perspective, Westview Press
- 1983: Antarctic Resources Policy, coauteur, Cambridge University Press
- 1988: Antarctic Mineral Exploitation, The Emerging Legal Framework, Cambridge University Press
- 1989: Chile y Argentina: nuevos enfoques para una relación constructiva, Chileense Raad voor Internationale Betrekkingen
- 1989: The Exclusive Economic Zone: Regime and Legal nature under international law, Cambridge University Press
- 1990: La Zone Économique Exclusive dans la législation et pratique des États, Editions de l'IHEI, Pedone
- 1991: La Zona Económica Exclusiva: régimen y naturaleza jurídica en el Derecho Internacional, Editorial Jurídica de Chile
- 1994: El Derecho Internacional de la Antártida, Editorial Dolmen
- 1999: The changing International Law of High Seas Fisheries, Cambridge University Press
- 2001: Dispute Settlement in a Global Society: Constitutionalization, Accessibility, Privatization, Sir Hersch Lauterpacht Memorial Lectures, Cambridge University Research Centre for International Law, Cambridge University Press